# زندگی مردم باکو در بلوار ولیکوکنیاز
زندگی مردم باکو در بلوار ولیکوکنیاز (ترکی آذربایجانی: Bakı camaatının həyatı və Velikoknyaz prospekti ilə hərəkəti) عنوان فیلم کوتاه و صامت آذربایجانی است که در سال ۱۹۰۰ ساخته شد. کارگردان این فیلم کیو متی (Q. Matye) است. 